# جزایر سولووتسکی
جزایر سولووتسکیه (به روسی: Солове́цкие острова́, Соловки́) نام یک میراث جهانی یونسکو در روسیه است که در خلیج اونگا، دریای سفید، روسیه قرار دارد. مساحت آن: 347 km² و جمعیت آن ۸۶۱ (بر طبق سرشماری سال ۲۰۱۰)؛ ۹۶۸ (سرشماری سال ۲۰۰۲)؛ ۱,۳۱۷ (سرشماری سال ۱۹۸۹). است.جزایر سولووتسکیه – گروه‌ای از جزیره‌ها در دریای سفید در استان ارخانگلسکای ، در بزرگترین جزیره از این مجموعه صومعه‌ای مردانه می‌باشد که در سال ۱۴۳۶ ساخته شده‌است این صومعه با دیوارهای با پهنای بسیار زیاد و ۷ در ورودی و ۸ برجک ساخته شده‌است و در این جزیره‌ها ساختمان‌های سنگی عجیب وجود دارد که معلوم نیست برای چه دورانی می‌باشند . در این جزیره‌ها پارک‌های طبیعی بسیار زیبای واقع شده اند که مسافران زیادی برای تماشای این منطقه به آنجا سفر می‌کنند ، یکی از این پارک‌ها خواینیم نام دارد .  دمای هوا در این منطقه در زمستان به تور متوسط -۱۵ درجه می‌باشد و در تابستان +۱۲.
در این منطقه اتفاقات بسیار زیادی در دوران جنگ جهانی دوم افتاده است و ساختمان‌های بسیار عجیب در این جزیره‌ها موجود می‌باشند که برخی اعتقاد دارند در این ساختمان‌ها زندانیان شکنجه می‌شدند. 

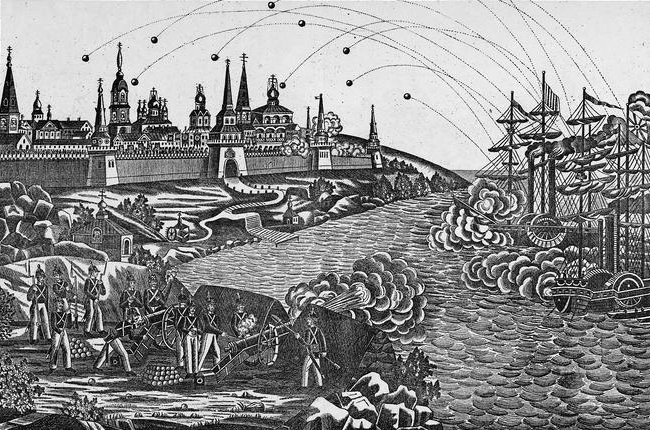
بمباران صومعه سولووتسکیه توسط نیروی دریایی سلطنتی بریتانیا در طول جنگ کریمه

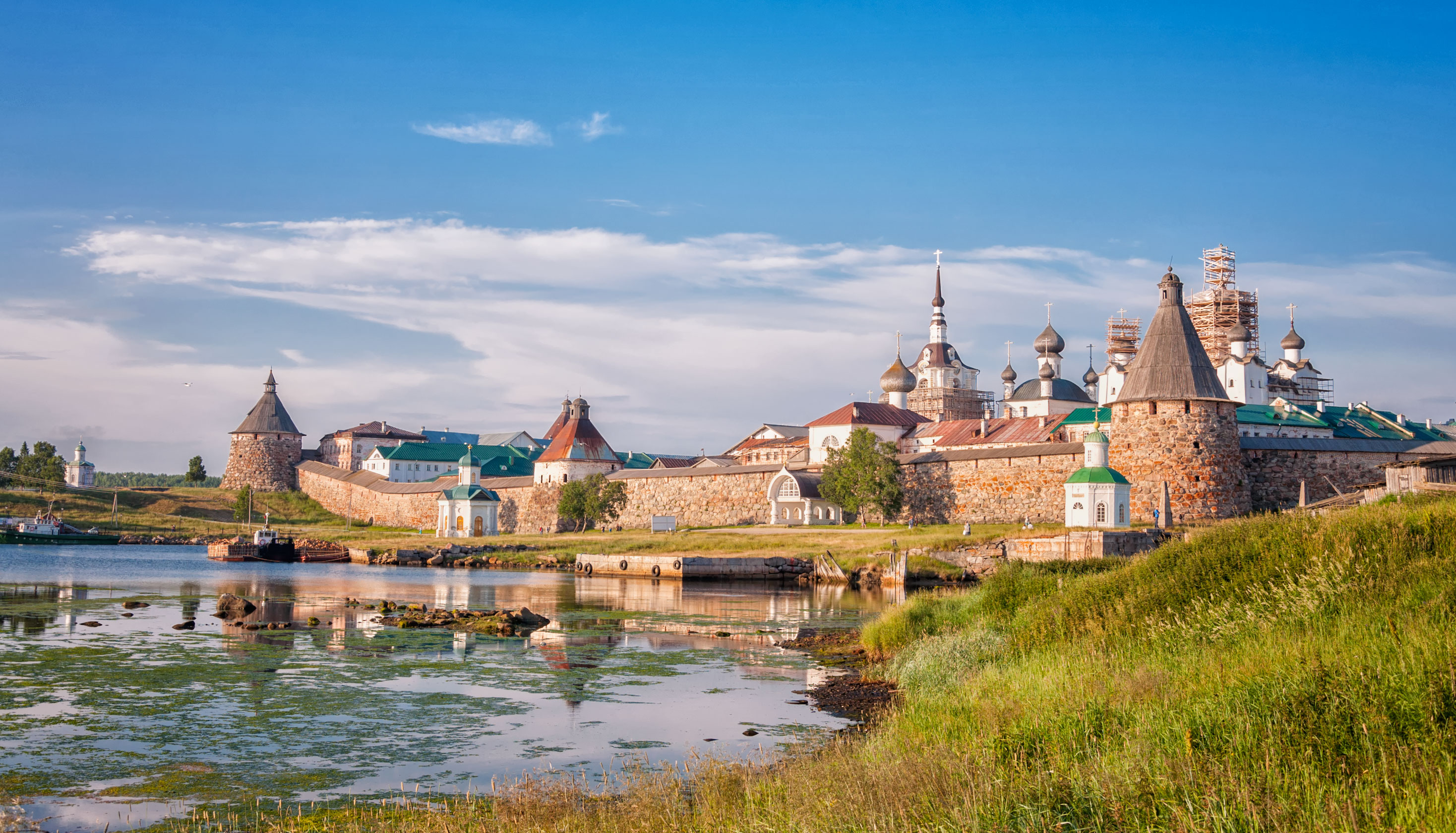
صومعه سولووتسکی یک صومعه مستحکم واقع در جزایر سولووتسکی در دریای سفید در شمال روسیه است. این یکی از بزرگ‌ترین ارگهای مسیحیان در شمال روسیه بود تا قبل از اینکه در سال ۱۹۲۶ تا ۱۹۳۹ به زندان و اردوگاه کار شوروی تبدیل شود و به عنوان نمونه اولیه اردوگاه‌های سیستم گولاگ عمل می‌کرد. این صومعه چندین تغییر عمده و محاصره نظامی را تجربه کرده‌است. مهم‌ترین سازه‌های آن به قرن شانزدهم برمی گردد، زمانی که فیلیپ کولیچف هگومن (به معنای راهب بزرگ و رئیس صومعه) آن بود.